# 竹叶亭杂记
《竹叶亭杂记》是清代桐城名士姚元之编著的一部笔记。全书总共分为八卷，记载有当朝各地的时政、物产、民俗等。